# Os Oceanos de Vênus
Os Oceanos de Vênus é o terceiro livro da série Lucky Starr, seis livros infantojuvenis de ficção científica escritos por Asimov, que originariamente foram publicados sob o pseudônimo de Paul French. O livro foi primeiramente publicado por Doubleday & Company em 1954. Desde 1972, re-impressões incluem um prefácio de Asimov explicando que o conhecimento avançado das condições em Vênus tornaram as descrições sobre este mundo imprecisas.
Na sua autobiográfia, In Memory Yet Green, Asimov aponta que a versão original do livro foi rejeitada por Doubleday e teve que ser extensivamente revisada antes de ser aceita.
No todo, Doubleday tinha uma justificativa, porque Lucky Starr, nesssa aventura em particular, ficou desnecessariamente de boca fechada, deixando seu parceiro pensar que ele era um sacana absoluto, quando na verdade eu estava tentando manter algumas coisas fora do alcance do leitor. Eu tive que reescrever de um maneira que pudesse manter as coisas fora do alcance em um jeito sutil e mantendo a caracterização de Lucky.

## Cenário
Os Oceanos de Vênus foi escrito na metade de 1950, quando pouco era conhecido sobre Vênus além de sua massa, volume, características orbitais, e sua cobertura de nuvens ininterrupta. Asimov assumiu que Vênus tinha um clima temperado, com um período de rotação de 36 horas, um extenso oceano cobrindo quase toda a superfície, e uma atmosfera de 90% de nitrogênio e 10% de dióxido de carbono; o oceano planetário é coberto por uma azul-verde vegetação nativa; e animais nativos habitam o oceano. Esses animais, muitos deles fosforescentes, inclusive um carnívoro agressivo chamado mosca laranja que joga um jato de água em sua presa, e os V-sapos, pequenos anfíbios que os colonizadores humanos mantém como bichos de estimação.
O Vênus de Asimov tem uma população de seis milhões vivendo em quase 50 cidades-redoma no fundo do oceano. A maior das cidades venusianas é Afrodite, com uma população de 250,000. A principais exportações são fertilizantes feitos da vegetação nativa, e alimentação animal vem de levedura cultivada.

## Resumo do enredo
Pouco depois de retornar do Cinturão de Asteroides, David "Lucky" Starr descobre que seu colega de quarto na Academia de Ciências, Lou Evans, foi mandado para Vênus para investigar um problema em Vênus, mas o escritório do Conselho de Ciência em Vênus solicita que ele seja chamado de volta e que seja investigado por corrupção.
Quando Starr e John "Bigman" Jones são transportados para Vênus, seus pilotos sofrem um surto de paralisia, e Starr é chamado para não deixar a nave contra a superfície do oceano venusiano. Depois disso, os pilotos não conseguem se lembrar de nada.
Ao atingirem a cidade venusiana de Afrodite, Starr e Bigman se encontram com o Dr. Mel Morriss, o cabeça do Conselho de Ciência de Vênus, que explica que os cientistas venusianos estão aperfeiçoando estirpes de levedura que podem ser processados em comida de luxo para exportação; enquanto que nos últimos seis meses tem aumentado casos de incidentes de comportamento bizarros entre os colonizadores humanos, seguidos de aminésia. Morris acredita que as pessoas estão sendo controladas telepaticamente por um inimigo desconhecido. Evans é mandado para Vênus para investigar os casos, mas é encontrado com dados roubados a respeito de um estirpe de levedura secreto, e é preso. Quando Starr confronta Evans, ele admite ter roubado os dados, mas se recusa a explicar o porque. Enquanto Starr está interrogando Evans, notícias chegam dizendo que um homem está ameaçando abrir uma saída de ar, que irá permitir que o oceano invada Afrodite.
Starr, Bigman e Morriss vão até à saída de ar para lidar com o ocorrido, onde eles encontram o engenheiro chefe da cidade, Lyman Turner, um inventor e proprietário de um laptop, que ele carrega com ele. Enquanto Bigman entra pelos dutos de ventilação para cortar a energia da porta da saída de ar, Starr se da conta que a crise da saída de ar é um estratagema antecipado para o Quartel General do Conselho, e descobre que Evans escapou da custódia e deixou Afrodite em um submarino.
Starr e Bigman perseguem Evans em outro submarino, eventualmente achando-o e descobrindo que os V-sapos são a fonte dos incidentes telepáticos; tendo Evans testado essa hipótese após roubar os dados secretos na estirpe de levedura, acha interessante que os V-sapos envolvidos como resultado de um acidente envolvendo essa estirpe. Evans ainda revela que o V-sapos prenderam ele mesmo e os outros protagonistas embaixo de uma enorme mosca laranja do fundo do oceano, que atacará se eles tentarem escapar.
Em resposta à isso, Starr deixa o submarino e usa um choque elétrico para destruir o coração da a mosca laranja, matando-a. Ele então retorna ao submarino, e pilota o submarino até a superfície do ocenao, onde ele pretende comunicar seus achados a uma estação espacial orbital para ser retransmitido ao Conselho de Ciência.
Na superfície, os V-sapos se comunicam telepaticamente com ele, dizendo que eles pretendem assumir o controle das mentes dos humanos em Vênus. inicialmente, eles mantêm Starr longe do rádio, mas Starr consegue distraí-los e transmitir sua mensagem. Ao retornar à Afrodite, Starr explica a Morriss que a telepatia dos V-sapos está sendo usado por um indivíduo humano na tentativa de assumir o controle sobre o resto da humanidade, e que os meios para se fazer isso, estão no computador de Lyman Turner. Bigman destrói o computador e Starr captura Turner, na esperança de recriar seu computador e na tentativa de corrigir Turner.

## Temas
Em Os Oceanos de Vênus, Asimov retorna a um teme recorrente de seu trabalho - o uso de poderes mentais para influenciar ou controlar as ações de outros. Já em 1940, no livro "Half-Breeds on Venus", Assimov escrevia sobre venusianos controlando telepaticamente um saurópode. O personagem "a Mula" no livro da série da Fundação de 1945, e o personagem Joseph Schwartz do livro Pebble in the Sky, também podem usar o poder mental para controlar os outros. Mais tarde, Asimov introduziria o robô Giskard Reventlov, do livro The Robots of Dawn, que podia ler mentes, e Erythro, a entidade telepática conhecida pelo mundo todo, do livro Nemesis. O mentor de ficção científica de Asimov, John W. Campbell, era fascinado pela ideia da telepatía, e como editor do Astounding Science Fiction, ele era capaz de garantir que sua fascinação pelo tema se refletia nas histórias que seus autores escreviam e nas revistas que imprimia.
Asimov também criou muitos alienígenas para povoar seu oceano venusiano, e esse não era um de seus temas mais comuns. O trabalho de Asimov era geralmente centrado nas interações de seres conscientes, geralmente humanos ou robôs, e ocasionalmente sobre alienígenas inteligentes, com seus mundos ficcionais servindo somente de pano de fundo. Em Os Oceanos de Vênus, seu único livro que se passa nesse planeta, ele relembra os trabalhos de Stanley G. Weinbaum, cuja imaginativa ecologia alienígena, fez dele uma das mais conhecidas figuras no meio da ficção científica em sua curta carreira, no meio dos anos 30. Em sua antologia, Before the Golden Age, Asimov escreve que Os Oceanos de Vênus foi uma "imitação consciente do espírito de uma história de Weinbaum de 1935 chamada "Parasite Planet", que também se passa em Vênus.
O crescimento da Guerra Fria como pano de fundo da série Lucky Starr, também está presente em Os Oceanos de Vênus, apesar de que no livro sirva para levar a outras conclusões, fazendo com que Mel Morriss suspeite erroneamente que um plano dos Sírios está por atrás dos problemas crescentes em Vênus. Asimov também repete a reviravolta de As Cavernas de Marte, momentaneamente jogando suspeita sobre o personagem antes de revelar que na verdade, o vilão era outra pessoa.
Um aspecto inusitado de Os Oceanos de Vênus, é a curta aparição da esposa de Lyman Turner no capítulo 7. A senhora Turner é o único personagem feminino à aparecer em toda à série Lucky Starr.

## Recepção
Escrevendo para o The New Your Times, Villers Gerson enalteceu o livro como "crepitante com suspense, inflamado por humor, reluzente com complexidades do enredo, e vivo em interesse". O crítico Groff Conklin achou Os Oceanos de Vênus acima dos dois primeiros livros da série, chamando-o de "um conto colorido e emocionante... um suspense de verdade para todas as idades." Anthony Boucher, similarmente descreveu Os Oceanos como um melhoramento sobre os livros anteriores da série, apontando sua "combinação plausível de aventura, formas de vida alienígena interessantes e uma boa estória de detetive." P. Schuyler Miller também deu uma avaliação favorável à história, ranqueando-a com junto às histórias juvenis de Robert A Heinlein.

## Adaptações
A história foi adaptada para os quadrinhos em 1989 por Fernando Fernández.